# Irene Tsu
Irene Tsu (chinesisch 諸慧荷; * 4. November 1944 in Schanghai, China) ist eine chinesischstämmige US-amerikanische Filmschauspielerin, die in ihren späteren Jahren auch als Yoga-Lehrerin und Immobilienmaklerin arbeitete.

## Leben und Wirken

### Jugend und Ausbildung
Die Tochter eines Bankkaufmanns und einer Malerin floh mit ihren Eltern vor dem Bürgerkrieg in Festland-China 1947 auf die von den National-Chinesen gehaltene Insel Taiwan und später in die britische Kronkolonie Hongkong. Mit ihrer Mutter und ihrer Schwester übersiedelte Irene Tsu 1957 in die Vereinigten Staaten, wo sie bei einer Tante in Larchmont, einem Vorort von New York, wohnten. In Mamaroneck ging Irene zur Schule und ließ sich im Balletttanz ausbilden. Mit 14 Jahren wollte sie sich als Tänzerin am Broadway versuchen und sprach für die Musical-Romanze Flower Drum Song vor.

### Erste Tanzverpflichtungen und Schauspielversuche
Beim Vortanzen wurde sie für die Broadway-Musicalproduktion The World of Suzie Wong empfohlen, in der Irene Tsu ihr Profidebüt als Tänzerin gab. 1961 gewann Tsu den – für Asiatinnen reservierten – New Yorker Schönheitswettbewerb Miss Chinatown USA. Über den Choreographen Hermes Pan knüpfte Irene Tsu noch im selben Jahr ihren ersten Hollywood-Kontakt und wurde für eine kleine Tanzrolle in der Verfilmung von Flower Drum Song (auf Deutsch: Mandelaugen und Lotosblüten) engagiert. Regie führte Henry Koster, der Tsu im Jahr darauf, 1962, mit dem Part einer Kinderprostituierten in der Komödie In Liebe eine 1 ihre erste Sprechrolle (an der Seite von Altstar James Stewart) gab. Um ihre schauspielerischen Künste zu verfeinern, nahm Irene Tsu anschließend Schauspielunterricht bei Ned Maderino, Lee Strasberg und Peggy Feury und besuchte entsprechende Kurse am Los Angeles City College, der UCLA Film School und der California State University, Los Angeles.

### Durchbruch in Hollywood
Ab 1963 folgte für Tsu Rolle auf Rolle, sowohl in Kinofilmproduktionen als auch in populären Fernsehserien wie Perry Mason, Tennisschläger und Kanonen, Solo für O.N.C.E.L., Die Seaview – In geheimer Mission, Verrückter wilder Westen, Hawaii Fünf-Null, Kobra, übernehmen Sie, Detektiv Rockford – Anruf genügt, Wonder Woman und Trapper John, M.D. Sie hatte sich zwar in Hollywood und der Fernsehindustrie etabliert, doch erlangte keinen Starruhm. Zumeist wurde sie auf die zartgliedrige Asiatin mit Porzellanpüppchen-Appeal oder die gefährliche rotchinesische Agentin festgelegt. Obwohl die Rollenangebote seit Mitte der 1970er Jahre abnahmen und sich Irene Tsu bald zusätzliche Betätigungen suchte, konnte man sie weiterhin als Stargast in populären Serien erleben, darunter Star Trek: Voyager, Cold Case – Kein Opfer ist je vergessen und Law & Order: LA.

### Weiteres
Als seit 1990 aktive Immobilienmaklerin gehört Irene Tsu der Standesorganisation Beverly Hills Greater Los Angeles Association of Realtors (BHGLA) an. Außerdem ließ sie sich zur Yoga-Lehrerin ausbilden und unterrichtete diese Meditationslehre am Bikram Yoga College im kalifornischen Encinitas sowie am Bikram Hauptquartier in Los Angeles und in Beverly Hills.
Irene Tsu war in den 1970er Jahren sieben Jahre mit dem ungarischstämmigen US-Regisseur Ivan Nagy (1938–2015) verheiratet und hat ihre chinesische Nichte via Adoption an Tochter statt angenommen.

## Filmografie (Auswahl)
- 1961: Mandelaugen und Lotosblüten (Flower Drum Song) (nur als Tänzerin)
- 1961: Ein Leutnant und ein Bett (The Horizontal Lieutenant)
- 1963: In Liebe eine 1 (Take Her, She’s Mine)
- 1963: Ein Ehebett zur Probe (Under the Yum Yum Tree)
- 1964: Eine zuviel im Harem (John Goldfarb, Please Come Home!)
- 1965: Das Schwert des Ali Baba (The Sword of Ali Baba)
- 1965: How to Stuff a Wild Bikini
- 1966: Sieben Frauen (Seven Women)
- 1966: Women of the Prehistoric Planet
- 1966: Südsee-Paradies (Paradise, Hawaiian Style)
- 1966: Caprice
- 1967: Island of the Lost
- 1967: Die grünen Teufel (The Green Berets)
- 1970: The Yin and the Yang of Mr. Go
- 1971: Jede Stimme zählt (Stand Up and Be Counted)
- 1974: Drei eiskalte Profis (Three the Hard Way)
- 1974: Giganten am Himmel (Airport 1975)
- 1975: Papier Tiger (Paper Tiger)
- 1975: Eiskalt (Deadly Hero)
- 1976: Hot Potato
- 1976: Damien’s Island
- 1977: Future Cop (Fernsehserie, durchgehende Rolle)
- 1985: Zoff in Beverly Hills (Down and Out in Beverly Hills)
- 1987: Stahl-Justiz (Steele Justice)
- 1990: Für dich töte ich (A Girl to Kill For)
- 1992: Hilfe, Mami dreht durch! (Unbecoming Age)
- 1992: Mr. Jones
- 1993: Snapdragon – Mörderische Tätowierung (Snapdragon)
- 1996: Hongkong Love Affair (Tian mi mi)
- 2002: Gam gai
- 2006: The Heart Specialist / Ways of the Flesh
- 2007: Alibi